# Слокоштица
Слокоштица (болг. Слокощица) — село в Болгарии. Находится в Кюстендилской области, входит в общину Кюстендил. Население составляет 1 689 человек.

## Политическая ситуация
В местном кметстве Слокоштица, в состав которого входит Слокоштица, должность кмета (старосты) исполняет Райчо  Огнянов Христов (коалиция в составе 6 партий: Демократы за сильную Болгарию (ДСБ), Движение «Георгиев день», Земледельческий народный союз (ЗНС), Демократическая партия Болгарии (ДП), Союз свободной демократии (ССД)Союз демократических сил (СДС)) по результатам выборов правления кметства.
Кмет (мэр) общины Кюстендил — Петыр Георгиев Паунов (коалиция в составе 3 партий: Демократы за сильную Болгарию (ДСБ), Союз демократических сил (СДС), партия АТАКА) по результатам выборов в правление общины.